# Dialogue de Porte Noire et de Pilory sur la prise de Besançon par les Français
 (juillet 2025).
Si vous disposez d'ouvrages ou d'articles de référence ou si vous connaissez des sites web de qualité traitant du thème abordé ici, merci de compléter l'article en donnant les références utiles à sa vérifiabilité et en les liant à la section « Notes et références ».

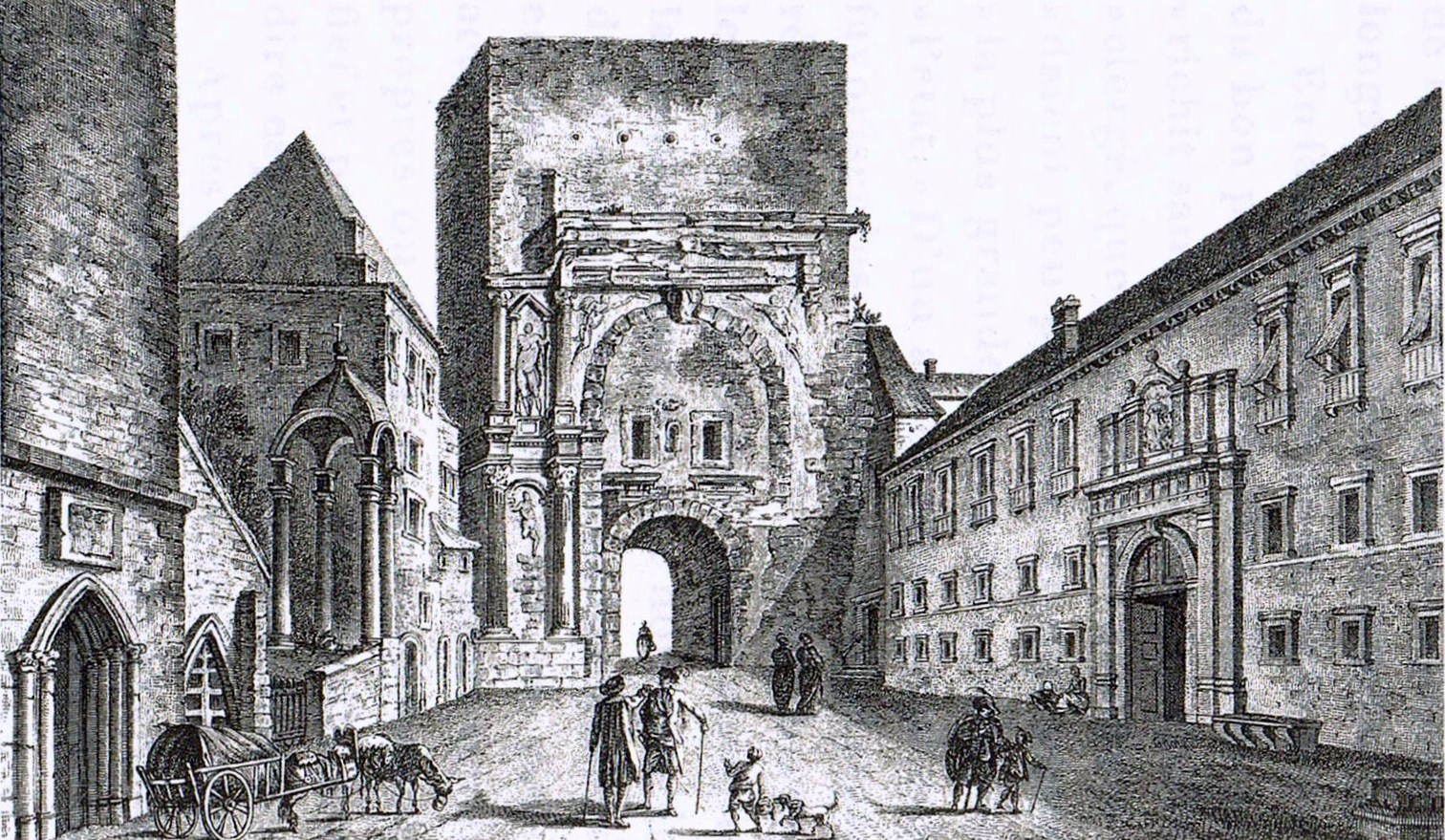
La Porte-Noire de Besançon, sur une gravure publiée en 1825.

Le Dialogue de Porte Noire et de Pilory sur la prise de Besançon par les Français est l'un des tout premiers textes connus en langue franc-comtoise. Original par sa nature métaphorique, ce texte écrit en 1668 en patois bisontin (pour Pilory) et en français (pour Porte-Noire), revient sur la prise de Besançon par les Français en février de la même année. Il aura fallu en effet 15 jours à Louis XIV pour soumettre la Franche-Comté, quand la précédente invasion avait duré une dizaine d'années (Guerre de Dix Ans). Voici la retranscription du texte, bien que certains mots ne soient plus lisibles sur le manuscrit.

## Texte original
Porte Noire
Hélas ! beau Pilory, je me plains bien de toy,
Tu ne m'as rien écrit depuis deux ou trois mois,
Où est le souvenir que tu ai des amis ?
Dis my me traite tu, comme tes ennemis ?
Je suis toujours debout pour savoir des nouvelles,
Mais tous mes messagers ne font que d'hirondelles,
Je voudrois te parler, mais ma langue par tout
S'accroche & n'en saurait jamais venir à bout,
L'on monte, l'on descend, sans me dire ???
On me mépriserait, n'étoit que des Idoles,
Sureprennent les passans, reveillans leurs idées,
Touchans le souvenir de mes vielles années.
Hélas ! Que veux-je faire, je n'entend que matin,
Qui répondent aux hybous, le soir & le matin:
Voilà les sarabandes de tant de violons,
Sans conter au surplus les autres carillons;
Enfin me rencontrant dans des temps si heureux,
Je te prie par l'amour qui est entre nous deux,
De raconter un peu, ce changement de face,
Qui m'a presque ébranlé, & chassé de ma place.
Pilory
Salu, hé Magredou ? veille sampitanelle ?
Se te veu maicouta, vet panre ne scobelle,
I men vé en vanba in sormon lou pu gran,
Que gaima tas onclot eussin dit liet cent ans:
Men devant qu'entanna ce discoüot cotarou,
I fou presupousa que tou la loup verroux,
Qu'en vandu lou peys et bé donie contant,
Pansin de tout ce qui, que se ne sere ran,
La laidre té qui font n'aivin point de sarvé,
Pouchant qu'en moissenant, l'en paedu lieu gaivé:
I sembla qui voulin ne fare que ne foire
De gent, de bestiaux, aussi bin que da velle,
L'aivin lou rendez-vou, pou fare lou complot,
Si failla juë da main, on paya lieus escot,
L'un vanda in Chaité, l'un ouura et l'argent,
L'un de cet, l'un de let, on ne sa pa coument,
Las autre demandin da titre de Boiron,
Se las houneu manquin on bailla pansion,
Céta coum'au piquet, tou chaicun s'aicaëtta,
La volo de carron, tr??gin de tou couta,
On manda da beillet, da lettre & da paipie,
Pou dire â pelerin, qui failla s'aivancie,
Et pandan ce traiquet ?? sesin la vaillan,
Devan la pouëre gen, coume da chin couëchan,
Baste, i saivin bin, lou quantieme di mois,
On deva composa aivou lou Roy francet.
Lou ROY das Espeignou (Dé lie den bon vie)
Qu'ot planta bin aivant dedan noute aimitie,
N'eta pas infourma de ce mennaige cy,
On en pala non pu et R?ume quet Maidry:
Si bin pou tou racla, & pou vite aiplaitie,
On fa sanblan d'olla queri let millissie,
Se iaima Besancon, ?? randu vigilan,
C'éta dans ce maleu, que la pete & la gran,
Varquoyin pa la ruë, tretou l'epé au flan,
Et la fanne di bet, chaibeillin qui devant,
Et pou te bin montra qu'on fesa bon devouët
La pouste etin fouëni, & tou la quivalet,
L'Archevesque marcha tou devan la Chailoinne,
La Moinne de Sain Pou, aussi let Modelenne,
La Prere de Sain Ian, & ceux de Sain Meri,
Ceux de Sain Piereollin, ervou Sain Esprit,
Vous essin veu la Carmes, aivou la Faicoupin,
Que marchin par escadre, aivou la Caipucin.
La Minime filin, aivou la Couëdelie,
Et la Benedictin, machin de compagnie,
La Pere Iesuistre & la Carmes daichau,
Sanblin tout retrousa que lollin et l'effau.
Tou lou monde eta prot, chaicun séta pourveu,
I nïe manqua pu ran que lou Pere Reclu
On ne viua qu'en pou & din cou de maëtté,
Vous eussin fa leva ceux qu'??? dans lou lé,
On bailla da controedre, la ronde redoublin,
On voya repassa la baroille de vin:
Chaicun sa lou farine, la couffres de vesselle,
Las aseman d'outan, la pouëchons, las esquielle,
Tantou dans lou couëtti, tantou dans la chanie,
Ou bin dans la murot, ou bin dans la soulie.
Pour moy que ne manchau, di bru, ne da complot,
I beüillou tous sa mau: farine coum'in trônchot.
S'on vena demanda, di renfraichissement,
I distillou mas iaux, mogra pe toula vient,
Men, gran Duë ! quand on fut et ceto??? de tenebre,
Qu'on voya la Francet veni dessus lou vépre,
Chaicun se daipouëra, qué regret, qué pidie,
Encoüot, las un disin, voicy let milicie,
Dare, dare, on sounet vitement en lailarme,
Lou monde se trouvet, sessus let plais?? d'arme,
Quan on la veu tresi, pou fare bonne ?inne,
On lachet de naiboë in cou de couleuvrine,
On aiva daifandu à fanne de soëtti,
Men on ne peu iaima tretou la reteni.
Et pou fare et faiuoit, qui charchin Besançon:
I chanpoyin deget, pa la chanfoëgiron,
I s'etin raicouëda, pou nou fare bin pou,
Et filin pou montra, de lieus armé lou grou
In pou cy, in pou let, en charchant let boichie,
Pouëchan qui n'aivin pas de troë ioüot ran mengie
L'étin dessus laibrot, etpeu et Sain Liena
I courrin et velotte & las autre à chepra
L'ellemin das grou feu, pou chauffa tieus onglotte,
Et retissin da viau, la tripe & la melotte,
Coubin de chevau pris, & ce buë derrouba,
Coubin de pra gata, & coubin d'abre et ba
Quequefois l'épprechin, la pie de noz murraille,
On toppa de grandou, en voyant lraiuades,
Men, pou ne pas menti? s'on eusse ousa tirie,
Iaima cible ne fut, de si belle visie.
Enfin, lou lendemain, de ste peute venuë
Que lou monde pria, au moutie, lou bon Duë
La laidre enviene, ne trompette, & let velle,
Pou saivoit s'on voula, ne pa, ou ne querrelle.
Pour moy, i ne set pas coum'on caipitulet,
Te lou pouré aipanre, d'in pu saivant que moy.
Porte Noire
O Dieux ! ce changement me paroit si tragique
Que ie n'en vis iamais un pareil, en Afrique.
Quoy ! ces infidels, après tant de serment,
Qu'ils ont iuré au Roy, ont trahys lachement:
Parlez, traitres inhumains sans raison, sans prudence,
Renonçans à l'Espagne, pour complaire à la France,
Qui vous avoit poussé, couragés, affaiblis ?
De changer la Toison contre les fleurs les lys,
Allez meichans, allez vous cachez sous la terre,
Ayx yeux de l'????: aux flammes du tonnerre.
Ouy ! l'ambu??n, a causé vos malheurs,
Mais aucun ne sera touché de vos douleurs,
N'attendez, ??????, des traits d'un heureux fort,
Le Roy, pour tout amour, vous donnera la mort.
Et toy Ciel irrité, qui vois tous nos martyres,
Ecoute seulement, ceux qui pour toy soupirent,
Fais donc que la justice, dans un retardement,
Signe aujourd'huy l'arret de leur bannissement,
Ie consens qu'en bourreau, parmy cet avanture,
Sans forme de procez, les mette à la torture,
C'est de toy, Piloru que j'apprend tout cecy,
Car tu viens de me faire un si triste recy,
Que ie ne détruirois, si ie n'etois bien forte,
Malgré les mouvements, du mal qui me transporte,
Pourtant ma guerison se trouve en ta puissance,
Poursuis & tu trouveras, la fin de mes souffrances
Ma curiosité, ne me rend point coupable,
Puisque ie n'apprend rien, qui ne soit veritable.
Voilà donc, le premier acte de trahison,
Parle, ie te conjure, ne crains pas la prison.
Pilory
O Sainte Lifoboy ! te me rom las ouroilles,
Vet, 'vet te raicurie, coum'on fa las aiquielles,
Peu te bin veille haron, sans pleura m'aicouta,
Et toy bé Besançon, tè bin encharbouta,
Mo fois, i n'en peu pu, met téte ot daimangie,
La ticlot de met langue ne serin pu virie,
Qu'on ne pale pu de joë, ne de plaisi,
Nou voiqui et lolou, lou bon tam n'ot pu cy.
Sot fa da Citoyen, que se mouquin da ret,
Las fannes de daipé, s'en errachan lou poüet:
Aiduë la vegneron, que paëdran lieu jouëna,
I nieran pu à cham lou mettin, que bin ta,
La cheppé de traiva, let triste contenance,
Montran, qui n'an pa fa lou tie de lieu vaillance.
Men ce qui ne peut pa, ailoigie lou faedé,
Et n'empoechie, d'entra lou Prince de Condé,
Sus donc, qu'on se retire, la voicy sa belittre,
Tout chargie de betun, de quaisse, & de marmitre,
I cret que sot Calvin, qu'et ouvrit las enfa,
Pou en fare soeti, sa diale daichenna:
Regaeda sa piquie, revettu de fa blan,
Dé lou cou, jusqu'au ventre, que reloyin lieu ??an;
Plaice à Mousquetare, sans poudre, ne sans plom,
Et qu'on laisse passa, sa pece de quennon,
Helas ! i m'obuset, ce not pa da quennon,
I n'aivin aimena ne cha ne chareton,
Men lou bé triomfe, ceta da gran pannouëre,
Loyie et da fouëché, que voulin comme louëre,
Las fifes & la tamboüot, menin in té saibet,
Qu'on creya que ceta let fete da varret,
Sa larrons commancin et chanpa das oeillades,
Tantou dessus la feille, tantou su let taivane.
I sembla que l'aivin, lou groin demè peri,
La gen qu'en bin juëna, n'etin pas si rentri,
Sans mengie in gouse, i montene let gaëde:
Encoüot, qui n'aivin pas, let pance bin gaillaëde.
Aussi tou que lie func sans poin padre de tam
I croquin da maëtté, i fesin feu da dan,
Aipré lou ventre plen, revena l'exercice,
Et de pouëille, & de lent, da bande toute grize,
Iaima tous la Roumains, ne fine pu grand guarre,
Ceu qu'on ne tua pa, on la champa pa tarre,
Si ne se bettin pas, i femin di toubac,
Si n'aivin poin d'argen, i vendin lieu bisac:
Su tous i son et ta nouri en bonne escoule,
I n'etin pas voulou, men lan pouëttin lou moule,
I meritin lopré pou saivoit iuë damains,
Bon filou pou let vie, & fin magicien,
Ne me demandâ pa, qui selin as outau,
Let musique enraigie s'entenda de prou haut,
On eussé meu ainma ne troupe de lions,
Que de voe sa gredin, entra dan ne moëson,
Las hussies que fan bin la roulan chuë la gens,
Ne sont pas si dialeu, qu'etin saganement,
La matre que saivin lou strac de bin vivre,
Aittaichin et lieu cou da grou loupin de cuivre,
Men iaima i nen pu aidouci sa polot,
I failla tou la ioüot la mettre au chevolot,
Pou saivoit mania lou pou de troë chauvé,
Ou bin pou engoula ne couple de patè,
I s'eussin fa iua. Men lou brun qui menin
Ceta quan la lougis, lieu refusin di vin:
Sa molerou voulin, tout chessie qui devan,
Mena çan de boutta, tout et feu, tout et san.
On n'ousa pa soufla, & ne dire a ne bé,
Autrement l'etin prot de daiguenna l'epé,
Quequefois marchandant, ne livre de chandelle,
Sa vaillan champion, en forgin da querelle,
Au premie daimanti, i failla saittrellie,
?ipe ?epe da mains, fric frac da pie.
Moy, que n'a iaima veu let dance maucaibrè,
Ceta bin ste fois qui, qui refou dan met pè,
Lot vera qu'on met mis, dans ne plaice publique,
S'on y dit ne chanson, i en prenet da brique,
Par aincy tou la meux, qu'on ??? su lon pon
Evin vittemen seu, de moy, pa Besançon
Voiqui don, Poette noire, let peinture aicheole,
Da mau que nou souffrin la fete & geunouvrie
Cecy ot bin vera, ce n'ot pa da faigot,
Qu'on en prenne et serment, Iaiquema mon onclot
Sotte n'homme de bin, & qu'et bien di credit,
L'en et deiet pala meu que iaima ne fit.
Porte Noire
Sans doute je te crois, je suis connaissance,
De ta fidélité, & de ton innocence,
Ton discours est plaisant, & bien assaisonné,
Plutarque, & Ciceron n'ont pas mieux raisonné
J'admire ton esprit, secondant ton couragen
Qui a seut essuyer, les flots de cet orage,
Ie connois à present, que l'on ne parle plus,
Des troubles, & des dangers, dont nous sommes exclus,
Les vents sont appaisés par un divin miracle,
Les français sont trompé, en croyans leur oracle
Qui leur avoit promis, nous rendre sous le faix,
Mais ils furent contraints, à demander la paix,
Sous des conditions, si basses, & si lâches
Que leur postérité en souffrira les taches
Mocquons nous maintenant de leurs guerres si promtes
Ils n'ont rien emporté, du Pays que la honte
Dansons donc Pilory, quittons l'inquiétude,
Et laissons les Hermittes rester en solitude.
Pilory
Te me let beille belle, i prenou grand pidie
De te voe daisoula, men te raivantroillie,
Sus s??s?e de ta gon, vin banqueta vé moüet
I a di bon vin blan, & das erran sourret,
Nous prieran las aimy, que font de nous coutta
Nous salueran lou ROY, bevan et set santa.
Porte Noire
Non, non je n'oserois abandonner mon poste
Il sera presque nuit avant que l'on m'en ote
Sans adieu Pilory ?
Pilory
Hé ? vin cet maupengnie
I te veu dire in mou devant que de pissie,
Sot, qui reste en sargot, planta dan mon sarve,
Et ton fa vé chuë vous das ermanet nouvè ?
Vé nou, tout ot taillie, sans craire la pè noire,
I gnet pas demoura, in poulen dan let foire.
Nun nolla chue la quettre, pou panre da loppa
Pouechan qu'on lieu disa, Mossieu, vous seri ba.
Porte Noire
Vrayement, tu me fais rire, quand je vois tes esbats
Sçais tu pas que tous ceux, qui suivent les combats
Ne tombent pas toujours, dans le dernier malheur,
Et qu'on y void souvent un mort, ou un vainqueur:
Ainsi dans nos quartiers, il estoit bien decent,
Qu'on aye pour le moins egard à l'innocent,
Et l'on sçait que les autres, n'estoient coupables en rien,
Sinon d'estre tenus toujours hommes de bien.
Pilory
Tè let Renne da poëttes ? te parle en bon cretin,
Tè baillie ton aivis, et ceu de Sain Quetin,
Se sot da bon offan, moffois tout en ot bon,
Sorpebré, nou n'aiman que la gen de renon
Men fan tan chipouta: i vé me renfraichi,
La proechou, quan l'enfa, laivin lou gourgeli,
Se te veu me pala, i faut qu'en daiscendan
Te charche lou lougis, qu'on dit au charban blan,
Ossy qu'on dure bin, lou bon vepre pa let,
Set bé, set mauva tam iaima point de regret.